# 33515 Linbohan
33515 Linbohan este o planetă minoră (asteroid) din centura de asteroizi. A fost descoperită pe 6 aprilie 1999 la Experimental Test Site⁠(d) de Lincoln Near-Earth Asteroid Research. 
Obiectul prezintă o orbită caracterizată de o semiaxă mare de 2,5330401 UAi, o excentricitate de 0,13, o înclinație de 1,99764 ° în raport cu ecliptica.